# Халапсин, Владимир Николаевич
Владимир Николаевич Халапсин (26 мая 1919, село Красные Читаи Казанской губернии, теперь Чувашская Республика — 1998, город Киев) — советский партийный деятель. Депутат Верховного Совета СССР 6-7-го созывов. Член Ревизионной комиссии КПУ в 1966—1971 г.

## Биография
Родился в семье крестьянина. Окончил Московский авиационный институт.
После окончания института работал инженером-конструктором опытно-конструкторского бюро Академии медицинских наук СССР.
В 1944 году вступил в ВКП(б).
В 1947—1950 г. — в системе трудовых резервов Херсонской области.
С 1950 — инструктор, заместитель заведующего промышленно-транспортного отдела Херсонского областного комитета КП(б)У. До 1957 г. — директор Херсонского судоремонтного завода имени Куйбышева.
В 1957 — январе 1962 г. — секретарь Херсонского областного комитета КПУ. В январе 1962 — январе 1963 г. — 2-й секретарь Херсонского областного комитета КПУ.
В январе 1963 — декабре 1964 г. — 1-й секретарь Херсонского промышленного областного комитета КПУ.
С декабря 1964 — вновь 2-й секретарь Херсонского областного комитета КПУ.
Долгое время работал заместителем председателя Государственного планового комитета Совета Министров Украинской ССР. Был заместителем заведующего курсов повышения квалификации при Киевском институте народного хозяйства.
Умер в 1998 году. Похоронен на Байковом кладбище (участок № 49а).